# Melaleuca uncinata
Melaleuca uncinata — вид квіткових рослин роду чайне дерево (Melaleuca) родини миртові (Myrtaceae).

## Поширення
Ендемік Австралії. Вид поширений у регіоні Кулгарді у Західній Австралії, а також від півострова Ейр у Південній Австралії на схід до західної частини штатів Вікторія та Новий Південний Уельс.